# Karolyn Wells Bassett
Karolyn Wells Bassett, née le 2 août 1892 à Derby et morte le 8 juin 1931 à Briarcliff Manor, est une compositrice et  soprano  colorature américaine.

## Biographie
Elle était la fille de Harmon Sheldon Bassett et de Charlotte Ellen Mortimer Elle a étudié le piano et le chant à Felton School New York, avec Carl and Reinhold Faelton ; l'harmonie à Berlin avec Theodore Holland et Constance Mills, le chant avec Jeanne Faure, Theo van Yorx et Bryceson Treharne.
Elle habitait "The Elms", Briarcliff Manor, à New York. En 1926 elle épousa l'architecte Edwin Corlies Atlee Bullock· Elle était membre de Author's League of America; League of American Pen Women; American Society of Composers, Authors and Publishers; the Audubon Society.

## Œuvres
- De bogie man, pour chœur féminin, paroles de Phil H Armstrong ; Harold Flammer, Inc 1917
- Yellow butterflies, paroles de Helen Hay Whitney ; Harold Flammer, Inc. 1918
- Little brown baby, paroles de Phil Armstrong ; Harold Flammer, Inc. 1918
- The icicle. Chant et piano. Harold Flammer, 1919
- Take Joy Home, paroles de Jean Ingelow ; G. Schirmer, 1921
- Laddie, paroles de Harmon Sheldon Bassett ; Harold Flammer, Inc. 1921
- A child's night, pour chœur féminin